# Danguard
Danguard (惑星ロボ ダンガードA?, Wakusei robo Danguard Ace) è una serie televisiva anime, l'unica di genere mecha creata da Leiji Matsumoto, con la collaborazione di Dan Kobayashi, e prodotta dalla Toei Animation.

## Produzione
La serie è composta da 56 episodi e fu realizzata nel 1977 inaugurando la collaborazione della Toei con Leiji Matsumoto, all'indomani della rottura dei rapporti tra la casa giapponese e Gō Nagai. La caratterizzazione fu realizzata da Shingō Araki, mentre le musiche sono di Shunsuke Kikuchi. Ne fu realizzato anche un manga, pubblicato in due tankōbon (volumi). Alla serie televisiva si aggiungono anche due cortometraggi cinematografici usciti nei cinema giapponesi tra il 1977 e il 1978. Prodotto insolito sia per Matsumoto che per quanto realizzato fino a quel momento da Toei, Danguard anticipa alcuni concetti che diverranno comuni nel genere Real Robot che sarebbe nato di lì a poco con Gundam, quali una continuity serrata tra gli episodi, il conflitto tra esseri umani (senza ricorrere al nemico alieno), l'ambientazione relativamente ristretta al nostro sistema solare.

### Edizione italiana
In Italia l'anime è stato importato nel 1978, ed è stato il primo ad essere trasmesso da una rete privata. Inizialmente era in onda all'interno di un programma contenitore condotto da Cino Tortorella dal dicembre 1978 al febbraio 1979 e gli episodi mandati in onda furono solo 9; successivamente furono comprati dal gruppo Olympus e trasmessi 26 episodi. Soltanto dopo molte repliche di questo blocco di episodi fu trasmesso interamente. L'adattamento italiano fu molto approssimativo, con i nomi di quasi tutti i personaggi cambiati.
L'edizione italiana per l'home video ha avuto anch'essa una storia travagliata: inizialmente i diritti erano stati acquisiti dalla Granata Press che, prima di fallire, pubblicò i primi 10 episodi in due VHS; in seguito la licenza fu rilevata dalla Dynamic Italia, che riuscì a pubblicare solo una VHS con gli episodi 11-18; infine, fu la Esplosion Video a pubblicare il resto della serie nel 2000 a partire dall'episodio 19 in 8 VHS, per un totale di 11 videocassette. Nel 2018 la Yamato Video ha pubblicato un'edizione DVD della serie.
Le sigle italiane, Danguard e Danguard al decimo pianeta, furono pubblicate dalla Ariston Records (codice AR 00872), con testo di Mario Bondi e musica di Gianfranco Tadini. La Veronica indicata come interprete dei due brani era una giovanissima Veronica Pivetti. I dialoghi, la direzione del doppiaggio e l'edizione italiana furono realizzati da Cesare Ferrario. I due cortometraggi sono stati pubblicati direttamente per l'home video da Yamato Video. Il manga è stato invece pubblicato da Panini Comics.

## Trama
L'umanità scopre che esiste un decimo pianeta, battezzato Prometeo, ai confini del sistema solare e decide di colonizzarlo. Il primo tentativo di esplorazione spaziale però è un fallimento e la nave spaziale esplode; la colpa viene fatta ricadere sul pilota, Dantetsu Ichimonji (Cosmos), che scompare misteriosamente. Il pilota è il padre del giovane Takuma Ichimonji (Arin), che all'epoca è solo un bambino e ne soffre molto.
Alcuni anni dopo, nella base Yasdam è pronto il Satellizzatore, ovvero il Danguard, un robot umanoide trasformabile creato e progettato dal computer Urania per  la ripresa del progetto Prometeo, volto alla ricerca e colonizzazione del decimo pianeta. Nel progetto iniziale del robot vengono però commessi degli errori, come rilevato da uno dei collaudatori, Kauban, il quale, durante i voli di addestramento effettuati sul veicolo tester Freccia del Cielo, si rende conto che la spinta dei motori non è sufficiente a consentire la manovra di trasformazione dalla configurazione "satellizzatore" a quella del "Danguard".
La storia narra le vicissitudini del gruppo di ricerca del dottor Oedo (Galax), il cui obiettivo è raggiungere il pianeta Prometeo allo scopo di sfruttarne le risorse naturali e garantire un futuro all'umanità. Prometeo è però anche nelle mire del cancelliere Doppler, un ricco e malvagio scienziato a capo di un'organizzazione paramilitare (che ricorda per divise e rituali i nazisti) che ha deciso di fare del decimo pianeta la patria di una nuova razza di eletti. Doppler, che ama svagarsi suonando l'organo, invia molti mostri meccanici (i mechasatan) per distruggere la base Yasdam, il quartier generale di Oedo. I suoi attacchi vengono respinti a fatica, finché la base Yasdam, in grado di staccarsi da terra e volare, non decolla e inizia il suo viaggio verso il decimo pianeta. Qui entra subito in competizione con l'astronave Planester di Doppler, decollata con lo stesso scopo. 
La prima parte della storia si svolge sulla Terra e ruota intorno al rapporto conflittuale tra l'istruttore della base Yasdam, il capitano Dan, un misterioso uomo con una maschera di ferro fuggito dalla base di Doppler, e Takuma Ichimonji che, cresciuto, è diventato uno dei tre aspiranti piloti del robot Danguard. Il capitano tratta tutti gli allievi molto duramente, sfruttando la loro rivalità, per farli migliorare e dare il massimo. In realtà il capitano è Dantetsu Ichimonji (Cosmos), il padre di Takuma creduto morto dieci anni prima nel corso della prima "missione Prometeo", da lui stesso inspiegabilmente sabotata. Vittima di un condizionamento telepatico e ridotto in uno stato di amnesia, il padre di Takuma in effetti era stato uno strumento nelle mani di Doppler, che poi lo aveva fatto prigioniero e schiavo insieme a molti altri scienziati e piloti. Il capitano Dan ha recuperato la memoria fortuitamente dopo un'esplosione, ma lo rivela solo al dr. Oedo e gli chiede di tenere nascosta a tutti la sua identità, compreso il figlio. Un brutto giorno però subisce un grave incidente, le cui conseguenze lo porteranno alla morte (che avviene un istante dopo il decollo della base Yasdam); Takuma lo vede senza maschera, riconosce il padre e scopre la verità. 
La seconda parte della serie si volge nello spazio. Il rimpianto e il ricordo degli insegnamenti di suo padre accompagna Takuma per tutti gli episodi successivi. Takuma adesso è il pilota ufficiale della navicella di testa del Danguard, mentre il corpo è affidato all'amico pilota Tony. Saltuariamente Nova li assiste con la Space Lady, una navicella di esplorazione. In un episodio su un pianeta disabitato incontrano Noel, un'aliena misteriosa che prima insidia e poi lascia andare Takuma. Dopo aver evitato i pericoli del viaggio e superato numerosi scontri con gli avversari, tra cui si distinguono Fritz Arken, il capo dell'esercito nemico e la giovane Flisia, figlia del vicecancelliere Sigma dotata di poteri telepatici, alla fine il Planester è distrutto e la base Yasdam arriva vittoriosa in vista di Prometeo.

## Personaggi
Nova Kirino (霧野リサ?, Lisa Kirino)
È l'ufficiale addetto alle comunicazioni della base Yasdam e la nipote del dottor Galax. Sempre presente in plancia di comando, più tardi nella serie, dopo la morte del capitano Dan, arriverà a pilotare la navicella di esplorazione "Space Lady" prima e la navicella di appoggio "Sky Arrow", nelle missioni spaziali. Sin dall'inizio della serie si preoccupa per Takuma durante il suo allenamento estenuante. Tra i due, che si conoscono dall'infanzia, c'è un'attrazione sentimentale che però viene raramente manifestata. Durante gli episodi che vedono Yasdam affrontare il viaggio nello spazio verso Prometeo, Lisa cattura l'attenzione del capitano Fritz Harken poiché somiglia in modo impressionante a sua madre che è morta. Harken riesce a farla prigioniera e a estorcerle i segreti del motore della base nemica ma in seguito, invece di trattenerla come schiava, la lascerà tornare dai suoi amici.

## Armi e dotazioni
In configurazione Robot:
- Pugni cosmici, colpisci pugno oppure colpisci Danguard, dagli avambracci del robot partono due fasci di energia al contrario di molte serie anime dell'epoca dove venivano lanciati direttamente gli avambracci. I pugni cosmici possono essere lanciati ripetutamente.
- Frecce della morte oppure frecce cosmiche, dalle gambe vengono scagliate contro il nemico, tipo frecce le due lame rosse agganciate agli stinchi del Danguard. In modalità singola o doppia.
- Doppie frecce, doppie frecce della morte oppure doppie frecce spaziali, invece che essere lanciate le lame rosse si uniscono in una specie di lancia arpione a doppia punta.
- Occhi d'attacco oppure occhi di fuoco, un raggio laser giallo parte dagli occhi del robot.
- Cannone Balkan oppure cannone Pulser, si apre il petto del Danguard scoprendo due cannoni che sparando simultaneamente uniscono i colpi in uno più grosso. Spesso usata come arma finale.
- Missili, dai fori delle spalle fuoriescono una coppia di missili, non molto potenti.

In modalità satelizzatore:
- Missili, una coppia di missili viene lanciata dai fianchi dell'aereo. Sono a ricerca di calore.
- Mitragliatrici, due mitragliatrici di grosso calibro.
- Cannoni Balkan, uguali a quelli in configurazione robot, non si uniscono in un solo colpo e spesso sono inefficaci contro i nemici.

## Doppiaggio
| Personaggio                   | Nome originale                                                     | Voce originale    | Voce italiana |
| ----------------------------- | ------------------------------------------------------------------ | ----------------- | --- |
| Arin Ichimonji                | 一文字 タクマ (Ichimonji Takuma)                                   | Akira Kamiya      | Paolo Torrisi (1ª voce) Roberto Giovenco (film ed episodio 30)                                                     |

Copertina del primo volume dell'edizione italiana del manga

| Capitano Dan/Cosmos Ichimonji | キャプテン・ダン（一文字 断鉄） [Captain Dan (Ichimonji Dantetsu)] | Hidekatsu Shibata | Cesare Ferrario (1ª voce) Massimo Antonio Rossi (film ed episodio 30)                                              |
| Dottor Galax                  | 大江戸博士 (Dottor Ouedo)                                          | Kousei Tomita     | Alarico Salaroli (1ª voce) Pietro Ubaldi (film ed episodio 30)                                                     |
| Nova Kirino                   | 霧野 リサ (Kirino Lisa)                                            | Rihoko Yoshida    | Veronica Pivetti (1ª voce) Daniela Fava (2ª voce) Ilaria Cuoci (film ed episodio 30)                               |
| Tony Ouboshi                  | 大星 秀人 (Ouboshi Hideto)                                         | Toshio Furukawa   | Sergio Masieri (1ª voce) Riccardo Sarti (film ed episodio 30)                                                      |
| Banta Arai                    | 荒井 伴太 (Arai Banta)                                             | Hiroshi Ohtake    | Franco Ferri (1ª voce) Davide Pedrini (film ed episodio 30)                                                        |
| Capitano Kudon                | グドン戦闘隊長 (Capitano Gudon)                                    | Ken'ichi Ogata    | Riccardo Peroni (1ª voce, ep. 1-4) Roberto Colombo (voce principale, ep-5-9) Cesare Ferrario (3ª voce)             |
| Katula                        | 金谷（かなや） (Kanaya)                                            | Yuu Mizushima     | Roberto Colombo |
| Kauban                        | 久保 (Kubo)                                                        | Hiroshi Ohtake    | Giorgio Melazzi |
| Cancelliere Doppler           | ドップラー総統 (Führer Doppler)                                    | Banjō Ginga       | Fulvio Ricciardi (1ª voce) Roberto Accornero (film ed episodio 30)                                                 |
| Vice Cancelliere Sigma        | ヘチ副総統 (Vice Führer Hechi)                                     | Jōji Yanami       | Cesare Ferrario (1ª voce) Leonardo del Bianco (film ed episodio 30)                                                |
| Fritz Harken                  | トニー・ハーケン (Tony Haken)                                      | Keaton Yamada     | Augusto Di Bono (1ª voce) Cesare Ferrario (2ª voce) Roberto Colombo (ep. 38) Stefano Zanelli (film ed episodio 30) |

Doppiaggio italiano: Studio Monachesi, Milano

## Episodi
| Nº | Titolo italiano Giapponese 「Kanji」 - Rōmaji                                                              | In onda           | In onda |
| Nº | Titolo italiano Giapponese 「Kanji」 - Rōmaji                                                              | Giapponese        |         |
| 1  | Più forte del destino 「飛びたて！父の星を越えて」 - tobi tate! chichi no hoshi wo koe te                  | 6 marzo 1977      |         |
| 2  | L'uomo dalla maschera d'acciaio 「仮面の男・キャプテン・ダン」 - kamen no otoko. kyaputen. dan             | 13 marzo 1977     |         |
| 3  | L'ora della decisione 「赤い夕陽の誓い」 - akai yūhi no chikai                                             | 20 marzo 1977     |         |
| 4  | Speranze negli occhi 「明日なき命に燃えて」 - ashita naki inochi ni moe te                                 | 27 marzo 1977     |         |
| 5  | Il satellizzatore, ovvero il Danguard 「緊急発進！サテライザー」 - kinkyūhasshin! sateraiza                | 3 aprile 1977     |         |
| 6  | Verso il domani! 「明日に向かって飛べ！」 - ashita ni muka tte tobe!                                       | 10 aprile 1977    |         |
| 7  | Insieme verso la meta 「星に輝く操縦悍」 - hoshi ni kagayaku sōjū kan                                      | 17 aprile 1977    |         |
| 8  | Lacrime e gloria 「タクマの涙を花束に」 - takuma no namida wo hanataba ni                                  | 24 aprile 1977    |         |
| 9  | Amico, addio! 「夕焼け空に散った友」 - yūyake sora ni chitta tomo                                          | 30 aprile 1977    |         |
| 10 | Il capitano Dan 「キャプテン・ダンの正体？」 - kyaputen. dan no shōtai?                                    | 7 maggio 1977     |         |
| 11 | Il volto scomparso 「宇宙に消えた父の面影」 - uchū ni kie ta chichi no omokage                             | 14 maggio 1977    |         |
| 12 | Meraviglioso Danguard! 「輝け！ダンガードA」 - kagayake! dangado a                                         | 21 maggio 1977    |         |
| 13 | Via senza paura 「闘え！父を越えて」 - tatakae! chichi wo koe te                                           | 28 maggio 1977    |         |
| 14 | Il giorno che verrà 「泣くなタクマ！その日まで」 - naku na takuma! sono nichi made                         | 5 giugno 1977     |         |
| 15 | S.O.S.: obiettivo Marte 「SOS！火星に飛べ」 - sos! kasei ni tobe                                           | 12 giugno 1977    |         |
| 16 | Un volto nel cielo 「空を雲を父と呼べ！」 - sora wo kumo wo chichi to yobe!                                | 19 giugno 1977    |         |
| 17 | Ciò che resta di una scia 「白い二本の飛行機雲」 - shiroi nihon no hikōki kumo                             | 26 giugno 1977    |         |
| 18 | Nell'arcobaleno! 「大空の虹に叫べ！」 - oozora no niji ni sakebe!                                          | 3 luglio 1977     |         |
| 19 | L'agguato al capitano Dan 「危うしキャプテン・ダン」 - abunau shi kyaputen. dan                            | 10 luglio 1977    |         |
| 20 | Nova nel sole della sera 「夕陽の中のリサ」 - yūhi no nakano risa                                          | 17 luglio 1977    |         |
| 21 | Altair all'opera 「タマガーの一番手柄！」 - tamaga no ichibante gara!                                      | 24 luglio 1977    |         |
| 22 | Amicizia fra i ghiacci 「ミヨちゃんのためなら」 - miyo channotamenara                                      | 31 luglio 1977    |         |
| 23 | Rivalità 「大氷原に咲いた友情」 - daihyōgen ni sai ta yūjō                                                 | 7 agosto 1977     |         |
| 24 | Un ponte nel cielo 「太陽と星の架け橋」 - taiyō to hoshi no kakehashi                                      | 14 agosto 1977    |         |
| 25 | Danguard, vai! 「危機一髪!海底脱出」 - kikiippatsu! kaitei dasshutsu                                       | 21 agosto 1977    |         |
| 26 | Tre giovani leoni 「三匹のヤングライオン！」 - sanbiki no yanguraion!                                      | 28 agosto 1977    |         |
| 27 | I giovani piloti dell'universo 「宇宙をめざす若者たち」 - uchū womezasu wakamono tachi                     | 4 settembre 1977  |         |
| 28 | Il capitano Fritz Arkhen, un avversario temibile 「恐るべき好敵手ハーケン」 - osoru beki kōtekishu haken   | 11 settembre 1977 |         |
| 29 | Un meraviglioso rivale 「素晴らしきライバル」 - subara shiki raibaru                                       | 18 settembre 1977 |         |
| 30 | Un forte spirito combattivo 「火花を散らす闘魂」 - hibana wo chira su tōkon                                | 25 settembre 1977 |         |
| 31 | Il Megasatan temerario 「命知らずのメカサタン野郎」 - meichi razuno mekasatan yarō                         | 2 ottobre 1977    |         |
| 32 | L'avventura dell'RX-2 「RX-2絶体絶命！」 - rx-2 zettaizetsumei!                                            | 9 ottobre 1977    |         |
| 33 | Le truppe di Doppler all'attacco 「ドップラー軍団・発進！」 - doppura gundan. hasshin!                     | 16 ottobre 1977   |         |
| 34 | Le lacrime di Arin 「絶唱！タクマの涙」 - zesshō! takuma no namida                                         | 23 ottobre 1977   |         |
| 35 | La stella di Dan brilla sempre 「永遠に輝け！父の星」 - eien ni kagayake! chichi no hoshi                  | 30 ottobre 1977   |         |
| 36 | Solo su Marte 「火星に進路をとれ！」 - kasei ni shinro wotore!                                             | 6 novembre 1977   |         |
| 37 | Arrivederci, pianeta Icaro! 「さらばイカルスの星」 - saraba ikarusu no hoshi                               | 13 novembre 1977  |         |
| 38 | Una promessa al XIII pianeta 「謎の第13衛星に誓う！」 - nazo no dai 13 eisei ni chikau!                    | 20 novembre 1977  |         |
| 39 | La nebulosa nera 「脱出！暗黒星雲」 - dasshutsu! ankokuseiun                                               | 27 novembre 1977  |         |
| 40 | Oltre il sistema solare 「果てしなき銀河の海へ」 - hate shinaki ginga no umi he                            | 4 dicembre 1977   |         |
| 41 | L'attacco improvviso del Planester 「プラネスターの急襲」 - puranesuta no kyūshū                           | 11 dicembre 1977  |         |
| 42 | Il sorriso di Noel 「異星人・ノエルの微笑み」 - iseijin. noeru no hohoemi                                  | 18 dicembre 1977  |         |
| 43 | Arin e Fritz, una battaglia fra giganti 「対決！タクマ対ハーケン」 - taiketsu! takuma tsui haken           | 25 dicembre 1977  |         |
| 44 | Prometeo, il pianeta della speranza 「希望の星！プロメテを見た」 - kibō no hoshi! puromete wo mita         | 1º gennaio 1978   |         |
| 45 | Yasdam continua ad avanzare! 「ジャスダム全開直進！」 - jasudamu zenkai chokushin!                         | 8 gennaio 1978    |         |
| 46 | Operazione distruzione cometa 「彗星大爆破作戦」 - suisei dai bakuha sakusen                               | 15 gennaio 1978   |         |
| 47 | Il fiore dell'inferno ci minaccia 「攻撃！恐怖の地獄花」 - kōgeki! kyōfu no jigoku hana                    | 22 gennaio 1978   |         |
| 48 | Yasdam non si arrende! 「宇宙母艦ジャスダムの反乱！」 - uchū bokan jasudamu no hanran!                     | 29 gennaio 1978   |         |
| 49 | La morte di Pragg 「ドップラー軍団の黒い影」 - doppura gundan no kuroi kage                                | 5 febbraio 1978   |         |
| 50 | Banta, un uomo coraggioso! 「男・伴太ここにあり」 - otoko. han futoko koniari                              | 12 febbraio 1978  |         |
| 51 | L'ultima azione del vicecancelliere Sigma 「娘よ！ヘチ副総統の最後」 - musume yo! hechi fuku sōtō no saigo | 19 febbraio 1978  |         |
| 52 | Difendiamo la base Yasdam! 「この手で守ったジャスダム」 - kono tede mamotta jasudamu                       | 26 febbraio 1978  |         |
| 53 | L'amore è così bello e così triste! 「愛！それは哀しく美しく」 - ai! soreha kanashi ku utsukushi ku        | 5 marzo 1978      |         |
| 54 | Una battaglia per Prometeo 「戦え！愛の星のために」 - tatakae! ai no hoshi notameni                        | 12 marzo 1978     |         |
| 55 | Prometeo è vicina 「プロメテへの叫び！」 - puromete heno sakebi!                                           | 19 marzo 1978     |         |
| 56 | La meravigliosa stella della libertà 「美しく輝く希望の星」 - utsukushi ku kagayaku kibō no hoshi          | 26 marzo 1978     |         |

## Cortometraggi
Il 17 luglio 1977, quattro mesi dopo l'inizio della trasmissione dell'anime televisivo, uscì nei cinema giapponesi Wakusei robo Danguard Ace tai konchu robo gundan (ダンガードＡ対昆虫ロボット軍団,? lett. 'Il robot planetario Danguard A contro l'esercito degli insetti robot'), cortometraggio di 25 minuti diretto sempre da Leiji Matsumoto e prodotto dalla Toei. Il 18 marzo 1978, ad una settimana dal termine della serie televisiva, uscì infine un secondo cortometraggio, Danguard Ace: uchū daikaisen (宇宙大海戦 ダンガードＡ,? lett. 'Danguard A: la grande battaglia nello spazio'). Entrambi i film, tuttavia, non aggiungono nulla in termini narrativi alla trama sviluppata nell'anime televisivo, pur essendo di qualità tecnica superiore, trattandosi di produzioni cinematografiche. La trama del primo film è, infatti, del tutto slegata dalla trama generale della serie televisiva, mentre il secondo riprende la parte finale dell'anime.